# Kurt Breysig

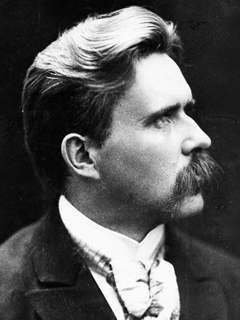
Kurt Breysig (vor 1900)

Kurt Breysig (* 5. Juli 1866 in Posen; † 16. Juni 1940 in Bergholz-Rehbrücke) war ein deutscher Historiker mit stark soziologischem und kulturanthropologischem Einschlag.

## Leben
Kurt Breysig wurde als zweiter Sohn des Gymnasialprofessors und Altphilologen Alfred Breysig und seiner Frau Clara Haffner geboren. Seine Kindheit und Jugend verbrachte Breysig größtenteils in Erfurt, wohin sein Vater versetzt worden war. 1884 nahm Breysig in Berlin ein Studium der Rechtswissenschaft auf, wechselte 1885 besonders wegen der Kunstgeschichte nach Tübingen und kehrte 1886 endgültig nach Berlin zurück, um sich der Geschichtswissenschaft zu widmen.

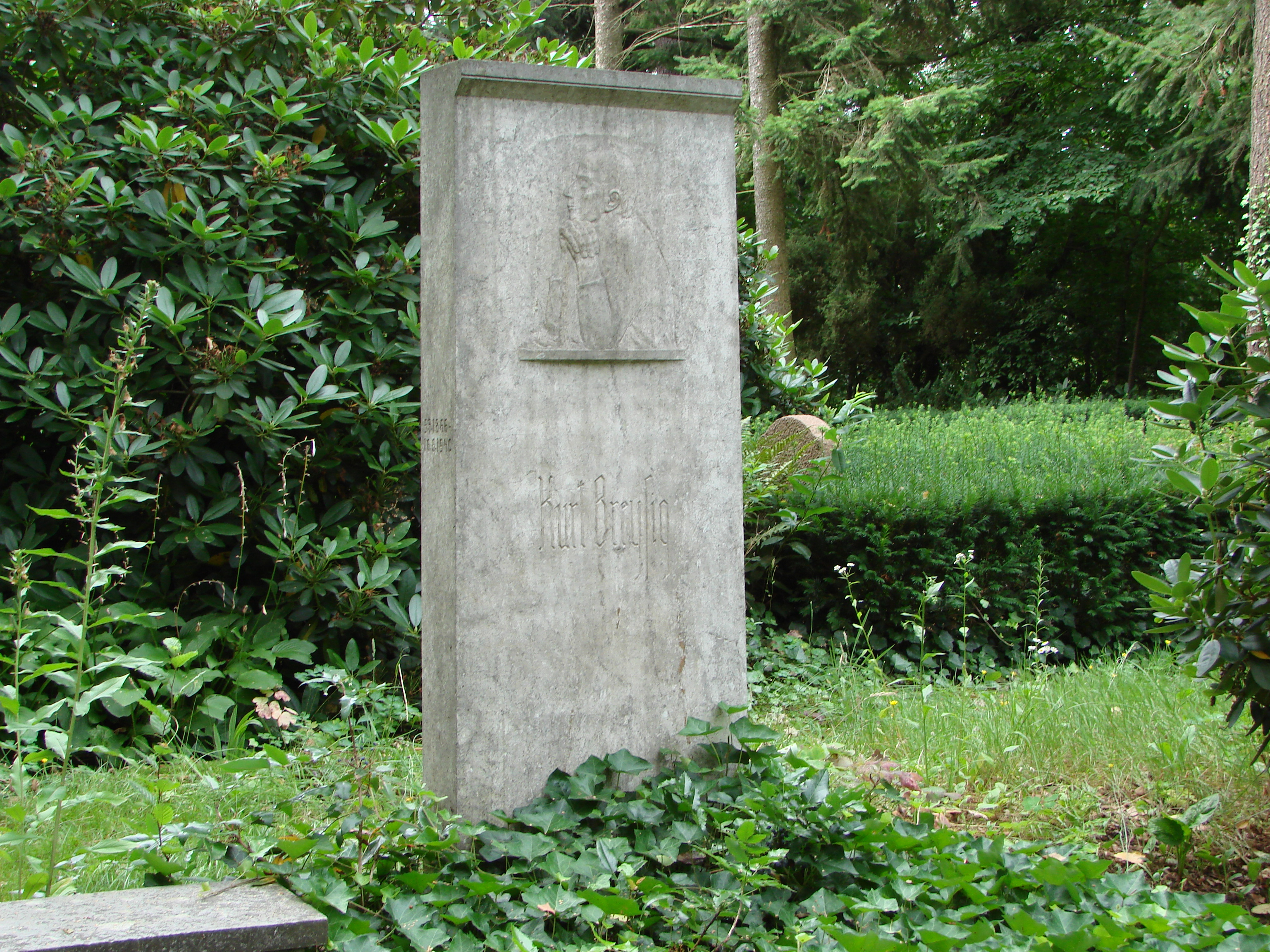

Unter seinen Professoren befanden sich Hans Delbrück, Hans Droysen, Reinhold Koser und Heinrich von Treitschke. Besonders beeindruckt war Breysig von Gustav von Schmoller, bei dem er 1888/89 über den Prozess gegen Eberhard Danckelmann promovierte. Ab 1894 gab er in dessen Auftrag die Akten zur „Entwickelung des preußischen Ständetums“ heraus. 1892 erfolgte die Habilitation, 1896 wurde er mit Unterstützung Schmollers außerordentlicher, aber erst 1923, auf Betreiben Carl Heinrich Beckers, ordentlicher Professor für Universalgeschichte und Gesellschaftslehre, beides an der Friedrich-Wilhelms-Universität Berlin. Um in Ruhe an seinen Büchern weiterzuarbeiten, ließ Breysig sich 1933 emeritieren. Ab 1914 wohnte Breysig bis zu seinem Tod in Bergholz-Rehbrücke, südlich von Potsdam, im „Haus Ucht“, das der „Werkring“-Architekt Curt Stoeving für ihn erbaut hatte. Sein Grab befindet sich auf dem Friedhof Bergholz-Rehbrücke. Der Grabstein wurde von Käthe Kollwitz entworfen.

## Werk
Im Zeitalter des Wilhelminismus stand die politische Geschichte im Mittelpunkt – dennoch fühlte sich Breysig mehr zur Kunstgeschichte hingezogen. Mit Leopold von Ranke und Heinrich von Treitschke verband Breysig seine Wertschätzung großer Persönlichkeiten (obwohl er den deutschen Historismus überwinden wollte), mit Karl Lamprecht und Karl Marx das Interesse an Wirtschaftsgeschichte, wobei ihm aber deren Antipersonalismus missfiel. Mit Jacob Burckhardt und Friedrich Nietzsche teilte er die Erkenntnis der Bedeutung der Kunst in der Entwicklung der Völker.
Um 1900 wurde Breysig das riesige Ausmaß des Feldes bewusst, das vor ihm lag: er „brauchte 200 Jahre“, sagt er. Er schrieb ca. 30 Bücher – vieles blieb unvollendet. In seinem Werk „Kulturgeschichte der Neuzeit“ von 1900 und 1901 finden sich bereits wesentliche Aspekte seiner Betrachtungsweise: Jedes Volk geht von einer „Urzeit“ aus und könnte sich potenziell zur Zivilisation erheben, aber nur wenigen gelingt es, in Abhängigkeit von ihrer „Rasse“, so etwa den Griechen, Römern und den Völkern im Kern Europas. Andere blieben bisher und wahrscheinlich für immer in der Urzeitstufe stehen („Neger“ u. a.), etliche auf „altertümlichem“ (Perser) oder „mittelalterlichem“ Niveau „stecken“ (China, Byzanz); die mittelamerikanischen Völker wurden in ihrer Entwicklung beim Übergang ins „Mittelalter abgewürgt“. Die Vorstellung, Urzeit, Altertum usw. seien für jedes Volk etwas Eigenes (und keine allgemein menschheits-geschichtliche Entwicklungs-Gliederung) findet sich schon bei Carl Friedrich Vollgraff und wurde auch, mit etwas anderer Gewichtung, für Oswald Spengler maßgebend.
Die Entwicklung illustriert Breysig 1905 mit dem Bild einer Kegel-Spirale, das er 1928 mit seiner Kinetologie der Geschichtsentwicklungen noch präzisiert. Diese Spirale ist mehrdimensional: sie wird mit unterschiedlichen Geschwindigkeiten, in verschiedene Richtungen durchlaufen, ihre Spitze kann „oben“ oder „unten“ liegen, der Verlauf kann zentripetal oder zentrifugal sein, sie bezieht sich auf die Kulturentwicklung insgesamt oder auf Teilaspekte. Wichtig ist dabei die Spiralbewegung, die es auch gestattet, übereinander liegende Punkte im Zusammenhang zu betrachten (vgl. Toynbees Religions-Helix). Im selben Jahr 1905 erscheint auch seine tiefsinnige, „evolutionäre“ Ableitung des Theismus aus animistischen Vorstellungen vom „Heilsbringer“.
Breysig betonte wiederholt, zu seinen Resultaten nur durch empirische Forschung zu gelangen. Um 1910 bemühte er sich um die Einrichtung eines Seminars für Vergleichende und Kulturgeschichte an der Friedrich-Wilhelms-Universität, scheitert jedoch. Auch Breysigs Etablierung durch den parteilosen Minister Becker (s. o.) war anderen Geschichtswissenschaftlern ein Dorn im Auge.
Mit großem Eifer wandte Breysig sein Einteilungsraster schon 1901 auf die drei uns bekanntesten Kulturen an: das „Altertum“ beginnt für die Griechen spätestens um 1400 v. Chr., für die Römer wohl später und für die „Germanischen Völker“ um 400 n. Chr.; es folgen die „frühen Mittelalter“ ab 1000 v. Chr., „753“ v. Chr. und ca. 800 n. Chr.; die „späten“ ab ca. 750 v. Chr., 500 v. Chr. bzw. 1300 n. Chr.; dann beginnt je die Neuzeit, und zwar die „Neuere“ um 500 v. Chr., 380 bzw. ca. 1500 n. Chr. und die „Neueste Zeit“ ab 338 (bis 30) v. Chr., 133 n. Chr. (oder 31; bis 476) bzw. 1789 (bis zur Gegenwart).
Während des Krieges erkannte er, dass er auch naturwissenschaftlicher Kenntnisse bedarf, um sich der „Urzeit“ (deren Bedeutung er ähnlich Oswald Spengler immer höher einschätzt) annähern zu können: zum Mentor hierfür wählte er sich den Vitalisten Hans Driesch.
In Abgrenzung zu seiner Interpretation von Spenglers Der Untergang des Abendlandes sah Breysig das Abendland nicht oder noch lange nicht dem Untergang geweiht. Spengler erkannte Zwangsläufigkeiten der Kultur-Entwicklung, während Breysig daneben vitalistisch auch Selbstbewegungen zulässt. Der arischen Rasse drohe zwar „Entnordung“ (und Untergang, wie ja die Griechen und Römer beweisen), aber das könne man jetzt aufhalten – auch das schrieb Breysig, schon 1905. Dem NS-Regime war er dennoch unwichtig: zu liberal, zu kosmopolitisch (1912 publizierte er seine Gedanken zur Zukunft des deutschen Menschen).
Bei Breysigs Tod lagen große Teile seines Werkes unpubliziert vor. Drei Bücher wurden noch im Krieg herausgebracht (1942, 1944). Weitere drei folgten nach 1949, herausgegeben von seiner vierten Gattin, Gertrud Breysig, geb. Friedburg, die er 1924 geheiratet hatte. Diese hatte zwei Jahre in Theresienstadt zubringen müssen, während dieser Zeit lagerten die Manuskripte z. T. unbeaufsichtigt, und Teile gingen verloren. Eine authentische Ausgabe des „Gesamtwerkes“ ist daher unmöglich. Das Interesse daran war nach 1945 auch lange sehr gering – erst in den 1990er Jahren erwachte es wieder: 2001 brachte Hartmut Böhme die fünfbändige (Universal-)„Geschichte der Menschheit“, deren Konzept Breysig seit 1901 nicht mehr geändert hatte, neu heraus (mit einem Vorwort von Arnold Joseph Toynbee [1955]).

## Werke (Auswahl)
- Geschichte der brandenburgischen Finanzen in der Zeit von 1640 bis 1697. Duncker & Humblot, Leipzig 1895. Digitalisierte Ausgabe der Universitäts- und Landesbibliothek Düsseldorf. Bände 1 und 2
- Kulturgeschichte der Neuzeit. (Ein universalgeschichtlicher Versuch.) Bd. 1: Aufgaben und Maßstäbe einer allgemeinen Geschichtsschreibung, Bd. 2: Altertum und Mittelalter als Vorstufen der Neuzeit. Berlin 1900/01.
- Der Stufenbau und die Gesetze der Weltgeschichte. Berlin 1905, 2., stark vermehrte Aufl. 1927, 3. Aufl. 1950.
- Die Entstehung des Gottesgedankens und der Heilbringer. Berlin 1905.
- Die Völker ewiger Urzeit. Berlin 1907.
- Von Gegenwart und von Zukunft des deutschen Menschen. Berlin 1912.
- Die Macht des Gedankens in der Geschichte, in Auseinandersetzung mit Hegel und mit Marx. Stuttgart 1926.
- Der Aufbau der Persönlichkeit von Kant. Stuttgart 1931.
- Naturgeschichte und Menschheitsgeschichte. Berlin 1933.
- Der Werdegang der Menschheit vom Naturgeschehen zum Geistgeschehen. Breslau 1935.
- Vom Sein und Erkennen geschichtlicher Dinge. Bd. 1: Psychologie und Geschichte. Bd. 2: Die Meister entwickelnder Geschichtsforschung. Breslau 1935/36.
- Der Wille der Welt an unserem Tun. Berlin 1942. (Ethik.)
- Das neue Geschichtsbild im Sinn der entwickelnden Geschichtsforschung. Berlin 1944.
- Das Recht auf Persönlichkeit und seine Grenzen. Berlin 1944.
- Gesellschaftslehre. Geschichtslehre. Hrsg. v. Gertrud Breysig, Berlin 1958.
- Aus meinen Tagen und Träumen. Hrsg. v. Gertrud Breysig, Berlin 1962.
- Gedankenblätter. Hrsg. v. Gertrud Breysig. Berlin 1964.
- Die Geschichte der Menschheit. Einleitung von Hartmut Böhme. Vorwort von Arnold Toynbee (1954), Neuausgabe der Auflage von 1955, 5 Bde., de Gruyter, Berlin 2001, ISBN 978-3-11-017037-5.